# Zolki Band
Zolki Band — белорусская инди-рок группа из Бреста.
Их совместный с Landau сингл Śniežań был признан лучшим в сезоне 2013-14 на Tuzin.fm. В 2014 году музыканты выдали дебютный альбом «Doŭhi doŭhi dzień» и были номинированы на «Открытие года» белорусской премии «Герои года». Участники коллектива ранее играли в разных брестских группах — в том числе Дай дарогу!, Intra muros і D_tails. 15 сентября 2019 вышел в свет второй альбом Šort Šort Night, Pt. 1.

## Состав
- shell — ударные
- green — бас-гитара
- kukuruzo — акустическая гитара, клавишные, бэк-вокал
- trikil — гитара, клавишные, бэк-вокал
- f.s.t. — ведущий вокал

Производство
- dizel — звукоинженер

Бывшие участники
- rotten — гитара

## Дискография
- 2013 - Śniežań (сингл, совместно с Landau)[6]
- 2014 - Doǔhi doǔhi dzień[7][8][9]
- 2015 - Choladna z vami (EP)
- 2016 - KvaziČalaviek (сингл)
- 2017 - Kaliadny raǔt (live)
- 2018 - Zolki Band у Belsat Music Live (live)
- 2019 - Drevy i cieni (сингл)
- 2019 - Šort Šort Night, Pt. 1
- 2020 - Sonca ŭ kufli (сингл)
- 2020 - Času strała (сингл)
- 2020 - Spaghettification (сингл)
- 2021 - Šort Šort Night, Pt. 2
- 2022 - Matematyčny eciud u svietłych tanach (сингл)